# Canal 12 (Trenque Lauquen)
El Canal 12 de Trenque Lauquen es una estación de televisión abierta argentina que transmite desde la ciudad de Trenque Lauquen. El canal se llega a ver en parte del noroeste de la provincia de Buenos Aires. Es operado por la Secretaría de Medios y Comunicación Pública a través de la empresa pública Radio y Televisión Argentina.

## Historia

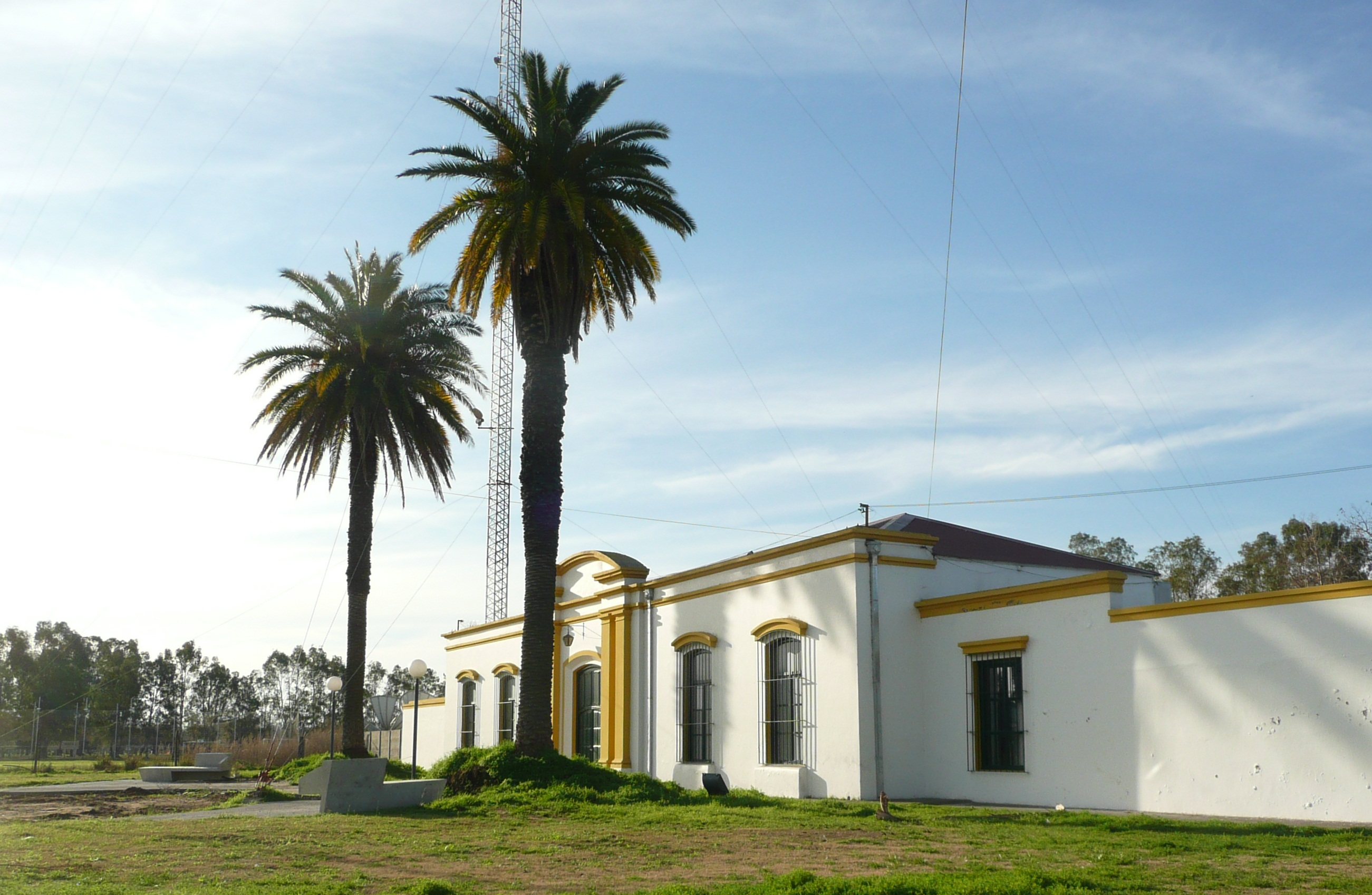
Sede del canal 12.

En 1963 nace el Canal 2 como circuito cerrado de televisión. La inauguración formal se realizó 
el 12 de octubre de 1964 cuando el canal inicia transmisiones a través de un circuito cerrado de 
televisión con conexión gratuita y era operado por Radio y Televisión Trenque Lauquen (licenciataria de la radio LU 11 AM 1280 desde 1963).
El 17 de abril de 1970, mediante el Decreto 1737, el Poder Ejecutivo Nacional adjudicó a la Secretaría de Difusión y Turismo una licencia para explotar la frecuencia del Canal 9 de la ciudad de Trenque Lauquen, provincia de Buenos Aires.
La licencia inició sus transmisiones regulares el 22 de mayo de 1970 como LU 91 TV Canal 9, fundada por Radio y Televisión Trenque Lauquen.
En 1975, el Estado argentino (en aquel entonces bajo la presidencia de Isabel Perón) intervino el Canal 9. Sin embargo, el 14 de mayo, mediante el Decreto 1291, el Poder Ejecutivo Nacional reasume la 
explotación de la señal y designa a un delegado interventor.
En 1976, durante el gobierno militar 
autodenominado “Proceso de Reorganización Nacional”, el canal pasó a manos del Estado 
Nacional de forma definitiva.
En 1980, trasladó la frecuencia al Canal 12 de la banda VHF.
El 19 de junio de 1981, mediante la Resolución 61, el Comité Federal de Radiodifusión llamó a concurso para la adjudicación de la licencia de Canal 12. Asimismo, el 15 de marzo de 1985, mediante la Resolución 172, autorizó al Municipio de Quemú Quemú a instalar una repetidora de la emisora en la localidad pampeana, asignándole el canal 4 en la banda de VHF; sin embargo, el 7 de junio de 1989, el COMFER (a través de la Resolución 223) revocó la autorización por pedido del Municipio a raíz de que Argentina Televisora Color (hoy Televisión Pública) instaló una repetidora en la localidad.
En 2003, Canal 12 pasó a formar parte de la empresa pública Sistema Nacional de Medios Públicos. El 10 de diciembre de 2009, el Canal 12 y los medios integrantes de Sistema de medios públicos pasaron a formar parte de Radio y Televisión Argentina Sociedad del Estado (que creada por la Ley de Servicios de Comunicación Audiovisual).
El 26 de abril de 2012, la Autoridad Federal de Servicios de Comunicación Audiovisual, mediante la Resolución 512, autorizó al Canal 12 a realizar pruebas en la Televisión Digital Terrestre bajo el estándar ISDB-T (adoptado en Argentina mediante el Decreto 1148 de 2009). Para ello se le asignó el Canal 26 en la banda de UHF.
El 7 de noviembre de 2014, Canal 12 comenzó a emitir en el canal 24.4 de la TDA de Trenque Lauquen (en reemplazo del canal Viajar). Además, el 19 de noviembre de ese año se inauguraron las nuevas instalaciones del canal.
El 18 de abril de 2022, Canal 12 inició sus transmisiones en alta definición.

## Programación
Actualmente, parte de la programación del canal consiste en retransmitir los contenidos de la Televisión Pública y los canales Encuentro y Pakapaka.
La señal también posee programación local, entre los que se destacan Noticias 12 (que es el servicio informativo del canal) y Pampero TV (noticiero agropecuario coproducido junto al INTA, ganador de los premios Faro de Oro, Lanín de Oro y Martín Fierro Federal en el rubro mejor programa agropecuario). Durante la madrugada, el canal retransmite la señal de Cine.AR.

## Noticias 12
Es el servicio informativo del canal con principal enfoque en las noticias regionales. Actualmente posee dos ediciones que se emiten de lunes a viernes (a las 12:00 p.m. y a las 9:00 p.m.), es conducido por Daniela Villaro en la 1° edición, y Lucas de Vito en la 2° edición. Tuvo también un magacín matutino a las 8:00 a.m. llamado "Las Noticias de las 8".

## Repetidora
Canal 12 cuenta con una repetidora ubicada en la ciudad de General Villegas.